# Upplands runinskrifter Fv1971;213A
Upplands runinskrifter Fv1971;213A är två vikingatida runstensfragment av sandsten som hittades i maj 1970 i Össeby kyrkoruin, Össeby-Garns socken och Vallentuna kommun. Runhöjden är 5 centimeter. Fragmenten förvaras på SHM.

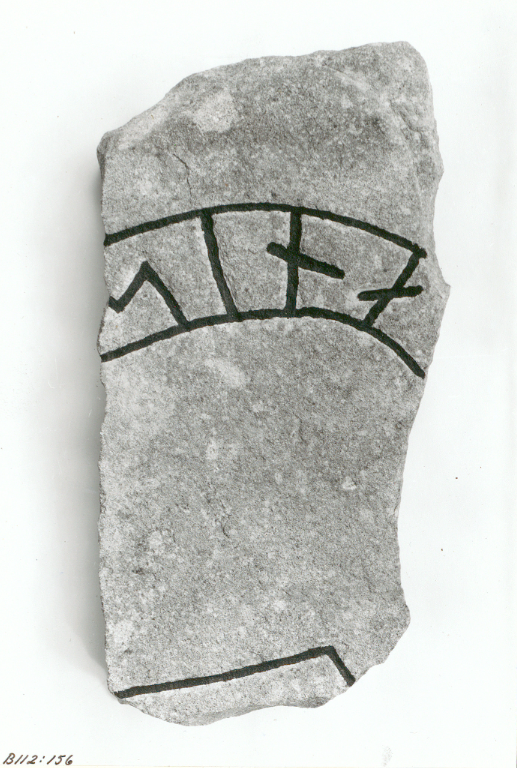
Det andra, mindre, fragmentet.

## Inskriften
Translitterering av runraden:
...uiþr · uk · kunaʀ · litu · kera · (m)... ... ... sina ...
Normalisering till runsvenska:
...viðr ok Gunnarr letu gæra m[ærki] ... ... sina ...
Översättning till nusvenska:
...-vid och Gunnar lät göra minnesmärke ... sin(a) ...